# Гёзен
Гёзен (нем. Gösen) — община в Германии, в земле Тюрингия. 
Входит в состав района Заале-Хольцланд. Подчиняется управлению Айзенберг (Тюринген).  Население составляет 214 человек (на 31 декабря 2010 года). Занимает площадь 3,13 км².